# Petri-háló
A Petri-háló diszkrét elosztott rendszerek matematikai ábrázolása. A Petri-hálókat az 1960-as években Carl Adam Petri határozta meg először. Mivel ez az ábrázolás az egy időben lezajló események megjelenítésére alkalmas, az automataelmélet általánosításának tekinthető.
A Petri-háló helyekből, átmenetekből és irányított élekből mint elemekből áll. Az élek kötik össze a helyeket az átmenetekkel és megfordítva, ugyanakkor a helyek és az átmenetek saját csoportja között nincsen közvetlen éllel megvalósított kapcsolat, azaz a Petri-hálók irányított páros gráfok. Az egyes helyeken tetszés szerinti számú „token” fordulhat elő, amely tokenek akkor kerülnek át a következő helyre (azaz a helyhez kapcsolódó átmenet akkor „tüzel”), ha az átmenethez vezető élek mindegyikén a „tüzelési” feltétel teljesül.